# Sannam-dong
Sannam-dong (koreanska: 산남동) är en stadsdel i stadsdistriktet Seowon-gu i staden Cheongju i Sydkorea. Den ligger i provinsen Norra Chungcheong, i den centrala delen av landet, 115 km söder om huvudstaden Seoul.